# Ryszard Kalisz
Ryszard Roman Kalisz (Varsovia, Polonia, 26 de febrero de 1957) es un político y abogado polaco, miembro del Sejm y antiguo Ministro de Interior y Administración de Polonia entre el 2 de mayo de 2004 y el 31 de octubre de 2005. 
Durante su juventud fue miembro del Partido Obrero Unificado Polaco a partir de 1978 hasta su disolución en 1990, con la caída del comunismo. Kalisz fue Ministro de Interior y de la Administración en el gabinete de Marek Belka. El 25 de septiembre de 2005 fue elegido para el Sejm, tras haber obtenido 36,013 votos en el 19º Distrito de Varsovia representando a la Alianza de la Izquierda Democrática.